# Cuco-preto
O Cuco-preto (Cuculus clamosus) é uma espécie de cucos da família Cuculidae.
Pode ser encontrada nos seguintes países: África do Sul, Angola, Botswana, Burkina Faso, Burundi, Camarões, República Centro-Africana, Chade, República do Congo, República Democrática do Congo, Costa do Marfim, Guiné Equatorial, Eritreia, Etiópia, Gabão, Gâmbia, Gana, Guiné, Quénia, Libéria, Malawi, Mali, Moçambique, Namíbia, Nigéria, Ruanda, Senegal, Serra Leoa, Somália, Sudão, Suazilândia, Tanzânia, Togo, Uganda, Zâmbia e Zimbabwe.